# غالانتامين
غالانتامين (Nivalin, Razadyne, Razadyne ER, Reminyl, Lycoremine)
استخدم لعلاج الزهايمر الخفيف إلى المتوسط، وعدد آخر من حالات قصور الذاكرة، تحديدا تلك التي من أصل وعائي. وهو قلوانيّ يتم الحصول عليه صناعيا أو من بصلات أو أزهار زهرة اللبن (Galanthus caucasicus) (Caucasian snowdrop ، Voronov's snowdrop) Galanthus woronowii (Amaryllidaceae) وأجناس مثل النرجس (Narcissus) وLeucojum aestivum المعروف باسم (snowflake) وLycoris متضمنة (Lycoris radiata)
بدأت الدراسات المتعلقة باستخدامه في الطب الحديث في الخمسينيات في الاتحاد السوفييتي. تم استخلاص المادة الفعالة، وتعريفها ودراستها، تحديدا، فيما يتعلق بخصائصها المثبطة للاستيل كولين استيريز (AChE). معظم العمل قام به اختصاصي علم الأدوية السوفييتي M. D. Mashkovsky وR. P. Kruglikova–Lvova بدءا من عام 1952. وكان هذا أول عمل ينشر يدلل فيه على خاصية الغالانتامين في تثبيط الاسيتل كولين استيريز.
تم تطوير أول عملية صناعية في بلغاريا من قبل البروفيسور باسكوف في عام 1959(نوفالين سوفارما) من أصناف كانت تستخدم في الطب الشعبي في أوروبا الشرقية، ولهذا فإن فكرة تطوير دواء من هذه الاصناف يبدو أنه بسبب الاستخدام المحلي لها (عملية استكشاف الدواء بناء على علم النباتات الشعبي)
تم استخدام غالانتامين لمدة عصور في أوروبا الشرقية وروسيا لعدة اسباب مثل علاج ضعف العضلات والاعتلال العضلي والاختلالات الحركية والحسية المتعلقة بأمراض في الجهاز العصبي المركزي. وفي الولايات المتحدة الأمريكية قامت منظمة الغذاء والدواء بالاعتراف بالغالانتامين كعلاج لمرض الزهايمر.
و يوجد هذه الدواء بعدة أنواع منها ما يحتاج وصفة طبية واخرى بالإمكان شراؤها بدون وصفة طبية.

## تأثير الدواء
غالانتامين هو لجين تفارغي فعال لمستقبلات الاستيل كولين النيكوتينية عند البشر (nAChRs) α4β2، α7/5-HT3 ، α3β4، α6β4 في مناطق معينة من الدماغ، كما أنه مثبط ضعيف وقابل للعكس للكولين استريز في جميع مناطق الجسم. كما أنه يرفع من تركيز وفاعلية استيل كولين في بعض أجزاء الدماغ، وقد أظهر فاعلية في تنظيم المستقبلات الكولينية النيكوتينية على الاعصاب الكولينية لزيادة معدلات إطلاقها للاستيل كولين. ويعتقد بأن هذه العملية هي ما تؤدي إلى التخفيف من بعض أعراض الزهايمر.
الغالانتامين كمادة خام عبارة عن بودرة بيضاء اللون، وقد تم تحديد الشكل الذري الثلاثي الأبعاد للغالانتامين وهدفه، أستيل كولين استريز، عن طريق دراسة البلورات بالأشعة السينية في عام 1999، لا يوجد دليل على ان الغالانتامين يقوم بتغيير عملية المسببة للخرف.

## الحركية الدوائية
يتم امتصاص الغالانتامين بشكل كامل وبسرعة في الجسم، ويظهر حركة دوائية خطية، ويتميز بتوافر حيوي ما بين 80 – 100 %, والعمر النصفي له هو سبع ساعات، تأثير الذروة للدواء يظهر بعد ساعة من أخذ جرعة 8 ملغم عن طريق الفم كما ظهر لدى بعض المتطوعين السليمين، ويصل ارتباط الغالانتامين ببروتينات الدم إلى 18%, وهي نسبة منخفضة.

## عمليات الأيض
ما يقارب 75% من الجرعة يتم تحطيمها في الكبد. وقد أثبتت الدراسات المختبرية بأن انزيمات الكبد CYP2D6و CYP3A4 لهما علاقة مباشرة في استقلاب الغالانتامين.
بالنسبة لـRazadyne ER (دواء ذو جرعة واحدة في اليوم)، أولئك الأشخاص الذين يوصفون ببطء عمليات الاستقلاب عن طريق الانزيم CYP2D6 يتعرضون للغالانتامين (Razadyne ER) بما يقارب 50% أكثر من سريعي الاستقلاب، لذلك ينبغي معايرة جرعة الدواء بما يناسب كل شخص من حيث سرعة أو بطء الاستقلاب المتعلق بالانزيم CYP2D6 . ولكن ما يقارب 7% من الاشخاص لديهم خلل جيني متعلق بهذا الانزيم لذلك فإنه من غير الضروري لهؤلاء أن يتم احتساب الجرعة المناسبة لهم.

## الاستخدام السريري
دواعي الاستعمال
غالانتامين يستخدم في علاج أعراض الزهايمر والخرف الوعائي في مراحلهما الخفيفة إلى المتوسطة.
الأشكال المتاحة
يوجد هذه الدواء بأنواع تحتاج إلى وصفة طبية وأخرى دون وصفة طبية، يوجد منه على شكل حبوب تؤخذ مرتين في اليوم، وهناك كبسولات ذات مفعول طويل الأمد وتؤخذ مرة في اليوم، وهناك محاليل تؤخذ عن طريق الفم. يوجد حبوب بعدة تراكيز هي 4 ملغم، 8ملغم و12ملغم، اما الكبسولات فهناك 8 ملغم، 16ملغم و24 ملغم.

## التأثيرات السلبية
في التجارب السريرية، وجد أن الغالانتامين يمتلك نفس الأعراض الجانبية لمثبطات الكولين استريز الأخرى، واكثرها شيوعا وانتشارا هي التي تصيب الجهاز الهضمي. وعمليا فقد وجد أن بعض مثبطات الكولين استريز تمتلك خواص تحمّل أفضل، ولكن التدرج والحذر في تحديد الجرعات لأكثر من ثلاث شهور سيؤدي إلى تعود الجسم علي الدواء على المدى البعيد.

## استخدامات أخرى
مكمل للوصول لمرحلة الحلم الجلي
يعد الغالانتامين مولدا للاحلام. حيث يستخدمونه لزيادة فرصة وصولهم للحلم الجلي. وذلك عن طريق أخذ جرعات صغيرة أي ما بين 4ملغم – 8 ملغم، وهذه بعد 5 أو 6 ساعات من النوم العميق والتدريب على تقنيات الاستقراء كما في التأمل، العديد من الأشخاص اكدوا فاعلية غالانتامين في هذه الحالات، وهناك تقارير تقول بأن أخذ الغالانتامين بدون القيام بتقنيات الإستقراء لن يوصل الشخص لمرحلة الحلم الجلي. بسبب عمر النصف الطويل للغالانتامين الذي يبقى في الجسم لمدة تصل أو تزيد عن 48 ساعة، فإنه ينصح بالتوقف عن أخذه لمدة ثلاث أيام لكي لا يصنع الجسم مقاومة ضد هذه الدواء فيخسر فاعليته.
يساعد على النوم
يتم وصف الغالانتامين لمساعدة الاشخاص ليغطوا في النوم وولتحسين نوعية النوم، وبالرغم من عدم وجود العديد من الدراسات على فاعلية الدواء في النوم، ولكن جرت بعض الابحاث الحيوية الدقيقة التي اشارت إلى وجود بعض الخواص التي تساعد مرضى الأرق.
منشط للذهن
يتم استخدام غالانتامين كمنشط للذهن لتحسين الذاكرة عند البالغين الذين لديهم إصابات في الدماغ، مثل مثبطات الكولين استريز الأخرى مثل huperazine A.

### العلاج الاوغمانتيني للأطفال المصابين بالتوحد
استخدام الغالانتامين مع دواء ريسبريدون قد اظهر نتائج جيدة في تحسين أعراض التوحد لدى الأطفال مثل الانسحال الاجتماعي والتهيج وغيرها.
التنبيهات
قامت منظمة الغذاء والدواء الأمريكية ومنظمات الصحة العالمية بنشر تحذير فيما يتعلق بالغالانتامين بناء على بيانات تم جمعها بعد إجراء دراستين خلال علاج مرضى الضعف الإدراكي المعتدل، نظرا لارتفاع معدل الوفيات بعد العلاج باستخدام هذه الدواء. في تاريخ 27 نيسان من عام 2006م، قامت منظمة الغذاء والدواء بالتصديق على قرار يتضمن تغيير التحذيرات الموجودة على علب الغالانتامين بكافة أشكاله للتنبيه على خطورة الإصابة بطء القلب (بطء معدل ضربات القلب في حالة الراحة)، وقد يتسبب في انسداد الحجرات الأذينية البطينية في بعض الأحيان. وخصوصا إذا كان المريض قد تعرض لنوبة مماثلة من قبل. وايضا هناك حالات إغماء تحدث مشابهة لما تتسبب به الحبوب الغفل (غير فعالة).
"في تجارب عشوائية تحت السيطرة، تم اكتشاف بأن حالات انخفاض معدل نبضات القلب كانت اعلى في المرضى الذين استخدموا الغالانتامين بدلا من الغفل. ولكن هذا العرض نادرا ما كان حادا ونادرا ما يؤدي إلى إيقاف العلاج."
و لكن هذه الأعراض لم تسجل في الحالات التي تم دراسة مرضى الزهايمر فيها.
التصنيع الكلي
يتم استخراج الغالانتامين من مصادر طبيعية، وبعملية تصنيع كلي حاصلة على براءة اختراع. وهناك عدة طرق لتصنيعه ولكن لم يتم تطبيقها على المستوى الصناعي.

## روابط خارجية
- Razadyne ER (manufacturer's website)
- بروتيوبيديا 1dx6
- AChE inhibitors and substrates (Part II)
- Acetylcholinesterase: A gorge-ous enzyme PDB Structure article at PDBe